# Душан Вукојев
Душан Вукојев „Дуда“ (Борово, 3. август 1948) српски је стрипар, сценариста и карикатуриста, познат по својим ауторским хумористичким серијалима, као и сценаријима за друге цртаче.

## Биографија
Аутор је више стотина табли стрипа различитих ауторских серијала публикованих у нашим најзначајнијим часописима. Од 1974. објављивао је серијале „Шрафко“, „Рунди“, „Шуфнудле“, „Коко“ у часописима Политикин Забавник, Невен, Стрипотека и другим. Један је од најважнијих сценариста југословенског стрипа у 1980-им; између осталог је писао сценарије и за серијал „Тарзан“.
Живи и ради у Новом Саду. Члан је Удружења стрипских уметника Србије.

## Признања (секција под израдом)
- Звање Витез од духа и хумора (Гашин сабор, 2018), додељују Центар за уметност стрипа Београд при Удружењу стрипских уметника Србије и Дечји културни центар Београд[3]